# Syrphoctonus tenuitibialis
Syrphoctonus tenuitibialis là một loài tò vò trong họ Ichneumonidae.